# Christoph Tiedemann (Domherr)

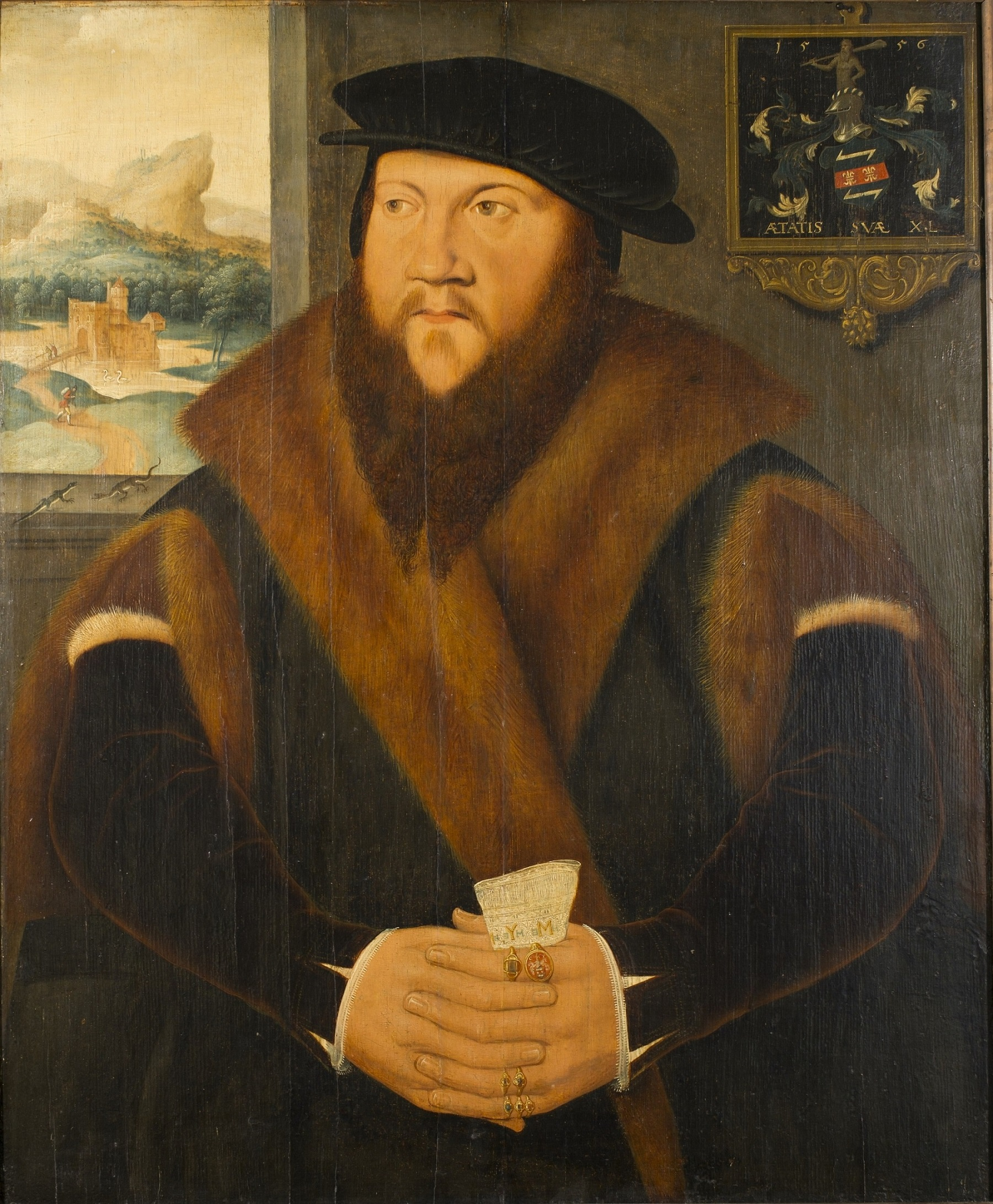
Porträt Christoph Tiedemann, datiert 1556, Hans Kemmer zugeschrieben

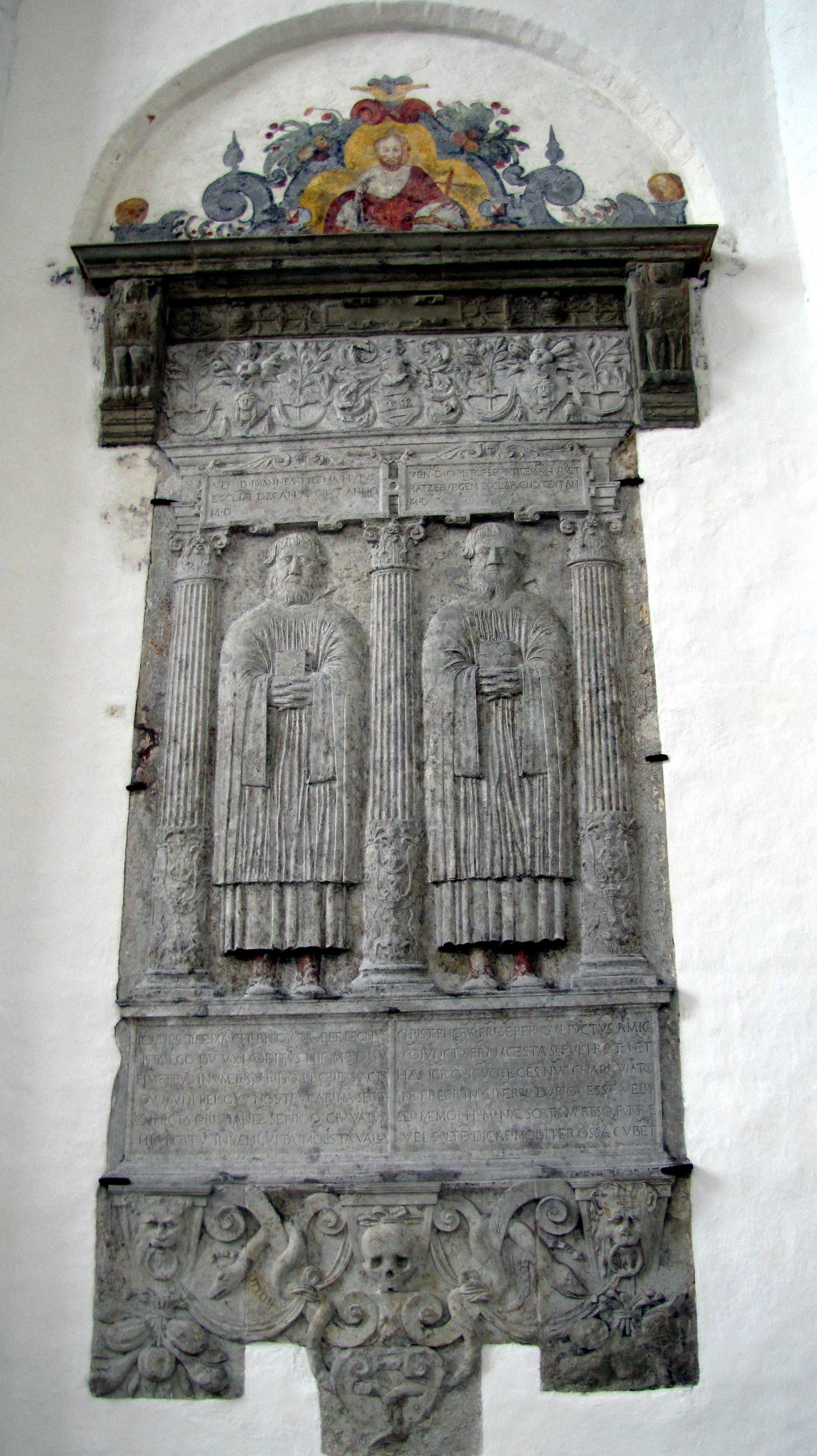
Epitaph für die Brüder Christoph (rechts) und Johannes Tiedemann im Chorumgang des Lübecker Doms

Christoph Tiedemann (* 1516 in Stadthagen; † 6. Oktober 1561 in Lübeck) war ein deutscher Domherr.

## Leben
Er war ein Sohn des Hans Tiedemann und dessen Ehefrau Geseke. Sie war eine Schwester des in Stadthagen geborenen Lübecker Ratssekretärs und Domdekans Johannes Rode, eines Gegners der Reformation.
1545 war Tiedemann Sekretär des Erzbischofs von Bremen Christoph von Braunschweig-Wolfenbüttel. 1548 erhielt er die Große Präbende des verstorbenen Johannes Pumpel am Lübecker Dom, wo sein Bruder Johannes Tiedemann im selben Jahr Domdekan und 1559 letzter katholischer Bischof wurde. Zugleich war er Stiftsherr am Kollegiatstift Eutin und Domherr am Ratzeburger Dom.
Die beiden Brüder Tiedemann ließen sich noch vor der Wahl von Johannes zum Bischof 1559 ein Doppel-Epitaph aus Sandstein mit lateinischer Inschrift im Chorhaupt des Lübecker Doms setzen, das sie beide in Chorkleidung zeigt.
Im Januar 2007 kam bei Sotheby’s ein Porträt aus dem Jahr 1556 zur Versteigerung, dass Annette Kranz 2011 anhand von Wappen und Lebensalter zweifelsfrei als Porträt des Christoph Tiedemann identifizierte und Hans Kemmer zuschrieb. Im Gegensatz zum Epitaph zeigt es Tiedemann in weltlicher Kleidung und Pose. 2023 erwarben die Museen der Hansestadt Lübeck das Gemälde.
Aktenkundig ist, dass Tiedemann mit Anneke Bruneke eine Tochter Margarete hatte. In seinem Testament 1561 bedachte er seine Haushälterin Katharina Matz und ihre Tochter Margarete.